# Em Qualquer Lugar do Mundo
Em Qualquer Lugar do Mundo é o oitavo álbum de estúdio do cantor brasileiro Daniel em carreira solo. Foi lançado em 4 de julho de 2004 pela Warner Music. Teve como sucessos as canções "Jogado na Rua", que estreou em primeiro lugar nas rádios de todo o Brasil, e, inclusive, ganhou um videoclipe, "Querida" (versão de "Herida", de Miriam Hernández), "Os Amantes", a faixa-título "Em Qualquer Lugar do Mundo", "A Chama do Amor" (versão de "La Clave Del Amor", de Ricardo Montaner) e "Sombra Boa e Água Fresca". O álbum chegou a marca de 125 mil cópias vendidas em todo o Brasil e conquistou o disco de platina. A canção "Os Amantes" fez parte da trilha sonora da novela América, exibida pela TV Globo.

## Lista de faixas
| N.º            | Título                                  | Compositor(es)                                                            | Duração |  |
| 1.             | "Em Qualquer Lugar do Mundo"            | Rick                                                                      | 4:03    |  |
| 2.             | "A Chama do Amor (La Clave Del Amor)"   | Ricardo Montaner / Bebu Silvetti (Versão: Daniel / Manoel Nenzinho Pinto) | 4:58    |  |
| 3.             | "Correnteza de Emoção"                  | Elias Muniz / Carlos Colla                                                | 3:50    |  |
| 4.             | "Querida (Herida)"                      | Miriam Hernández (Versão: Luciana de Gramont)                             | 4:37    |  |
| 5.             | "Direto no Coração"                     | Luizinho SP / Neldon Farias                                               | 3:06    |  |
| 6.             | "Jogado na Rua"                         | Beto Caju / Marquinhos Maraial                                            | 3:17    |  |
| 7.             | "Memórias de Uma Paixão"                | Rick                                                                      | 3:28    |  |
| 8.             | "Boêmio Apaixonado (Bohemio Enamorado)" | Donato Poveda (Versão: Carlos Colla)                                      | 3:52    |  |
| 9.             | "Os Amantes"                            | Sidney da Conceição / Lourenço / Augusto César                            | 4:35    |  |
| 10.            | "Machuca Eu"                            | Rick / João Márcio / Fabiano                                              | 3:08    |  |
| 11.            | "Bem Simplesinho"                       | Rick                                                                      | 4:11    |  |
| 12.            | "Sombra Boa e Água Fresca"              | Chico Amado / Andrey                                                      | 3:32    |  |
| 13.            | "Vou de Fusca"                          | Neldon Farias / Waldir Luz / Anísio Rocha                                 | 3:03    |  |
| 14.            | "Um Homem Que Chora à Toa"              | Zé Henrique                                                               | 3:29    |  |
| 15.            | "Meu Pai"                               | Tivas / José Victor                                                       | 4:39    |  |
| Duração total: | Duração total:                          | Duração total:                                                            | 57:56   |  |

## Charts
| País          | Melhor posição |
| ------------- | -------------- |
| Brasil (ABPD) | 18             |

## Certificações e vendas
| Brasil (ABPD)                             | Platina | 2004 | 125.000* |
| *número de vendas baseado na certificação |         |      |          |